# پناینز

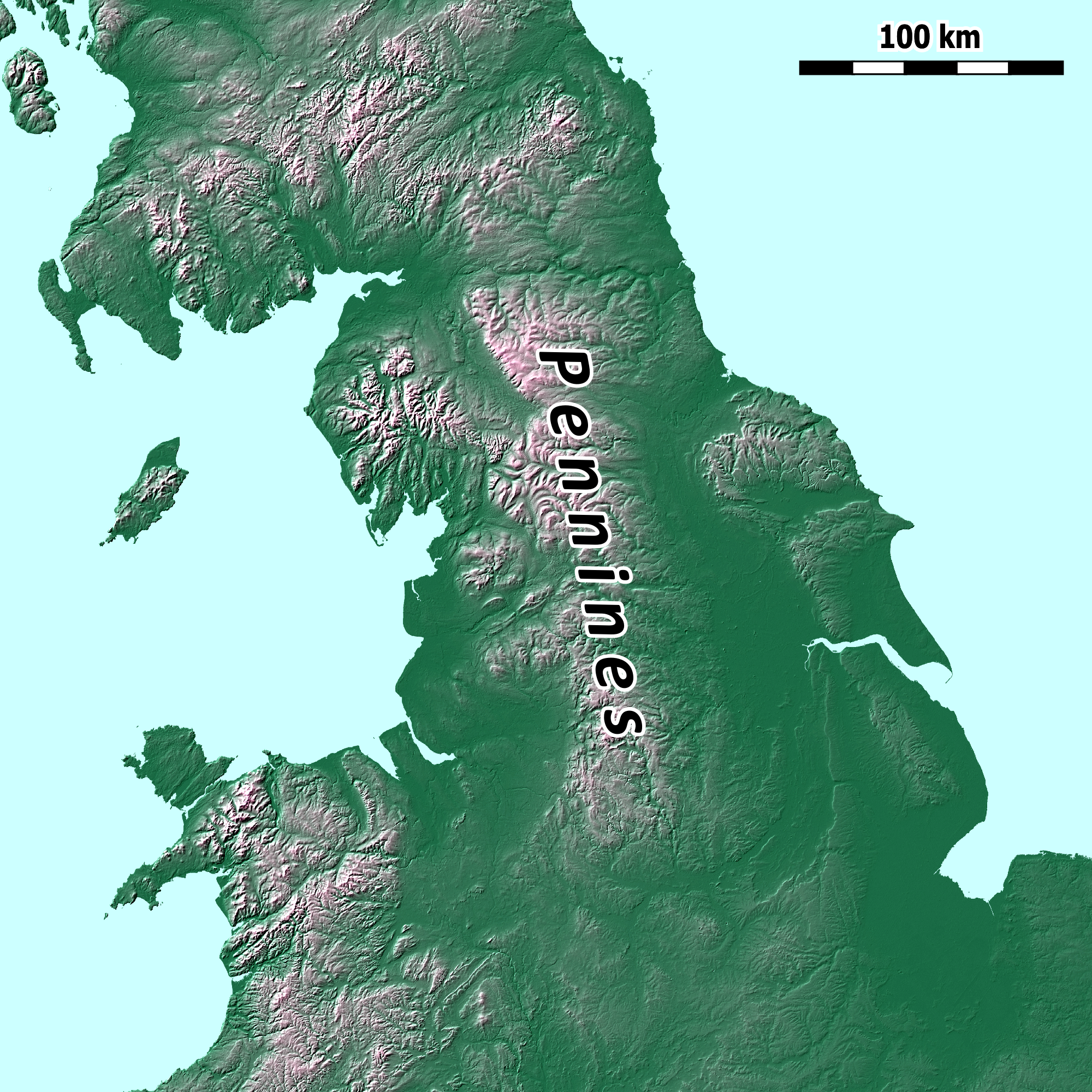
موقعیت کوه‌های پناینز در انگلستان

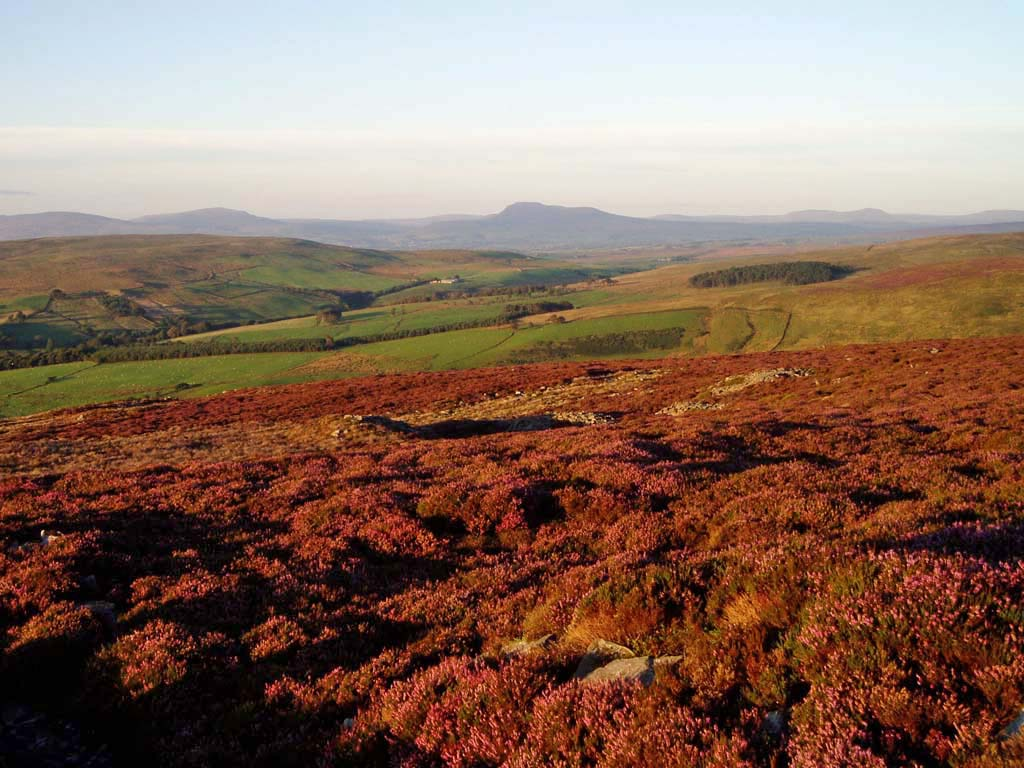
منظره‌از مراتع بولند

پناینز (انگلیسی: Pennines، تلفظ: ‎/ˈpɛnaɪnz/‎) مجموعه‌ای از کوه‌ها و تپه‌ها در انگلستان است.
این کوه‌ها که در شمال غربی انگلستان و شمال شرقی انگلستان قرار دارد دارای منابع سنگ آهک، کربنیفر و پوده می‌باشد. کراس فل با ۸۹۳ متر بلندترین نقطه این منطقه محسوب میشود.

## نگارخانه

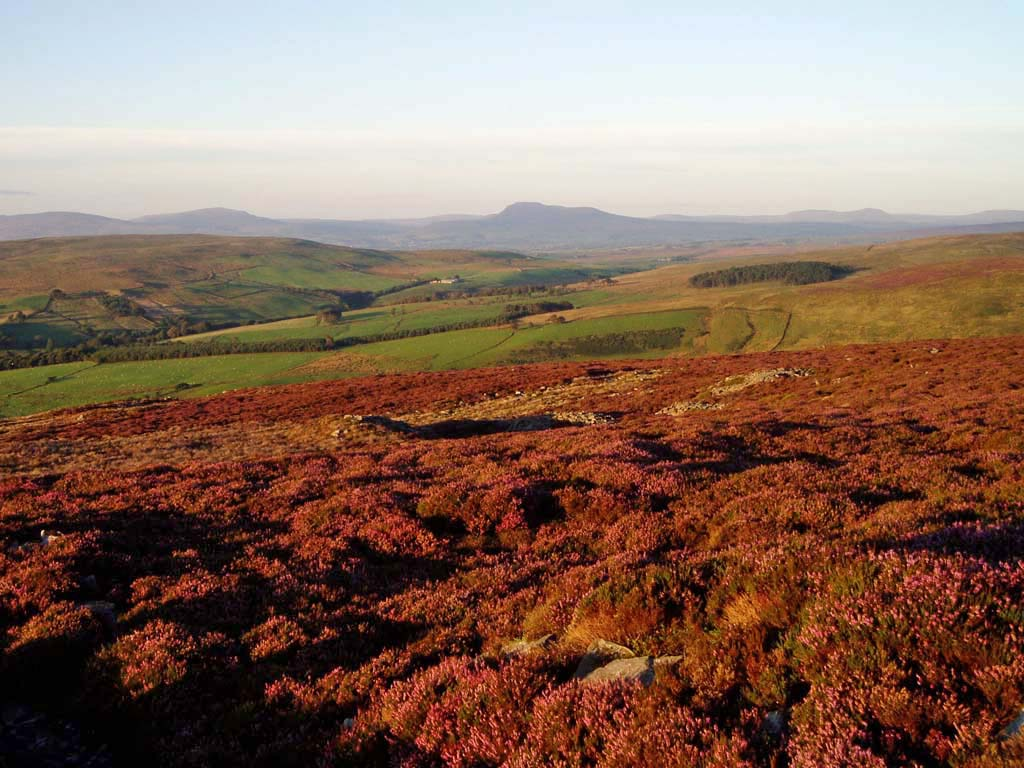
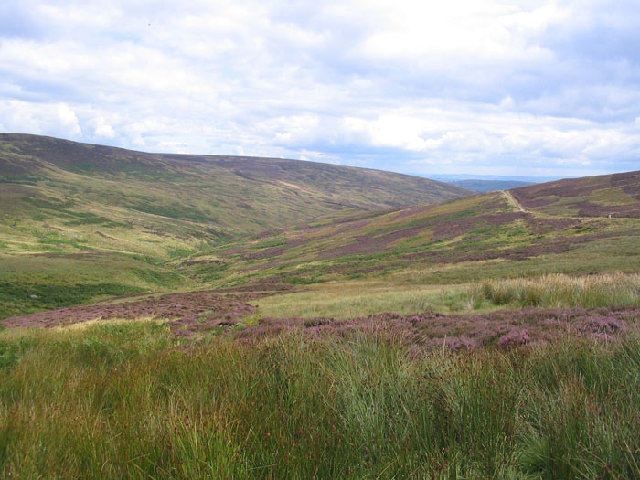
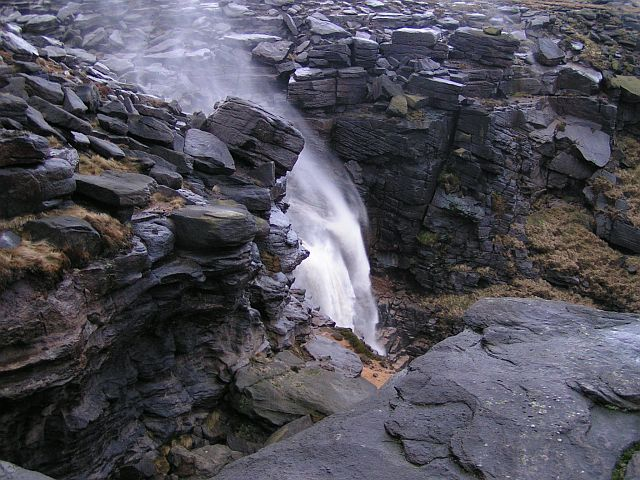
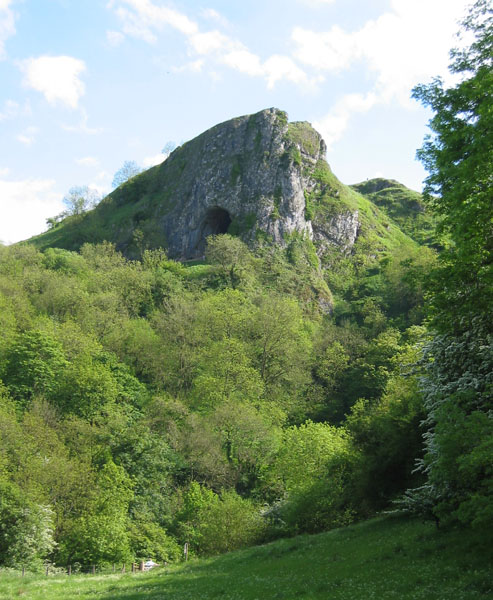
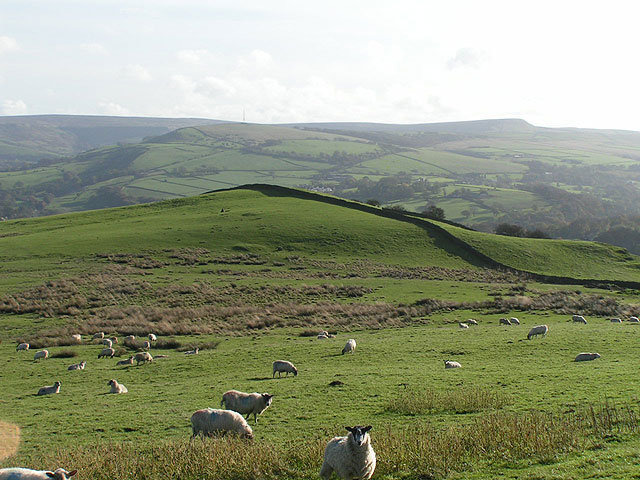
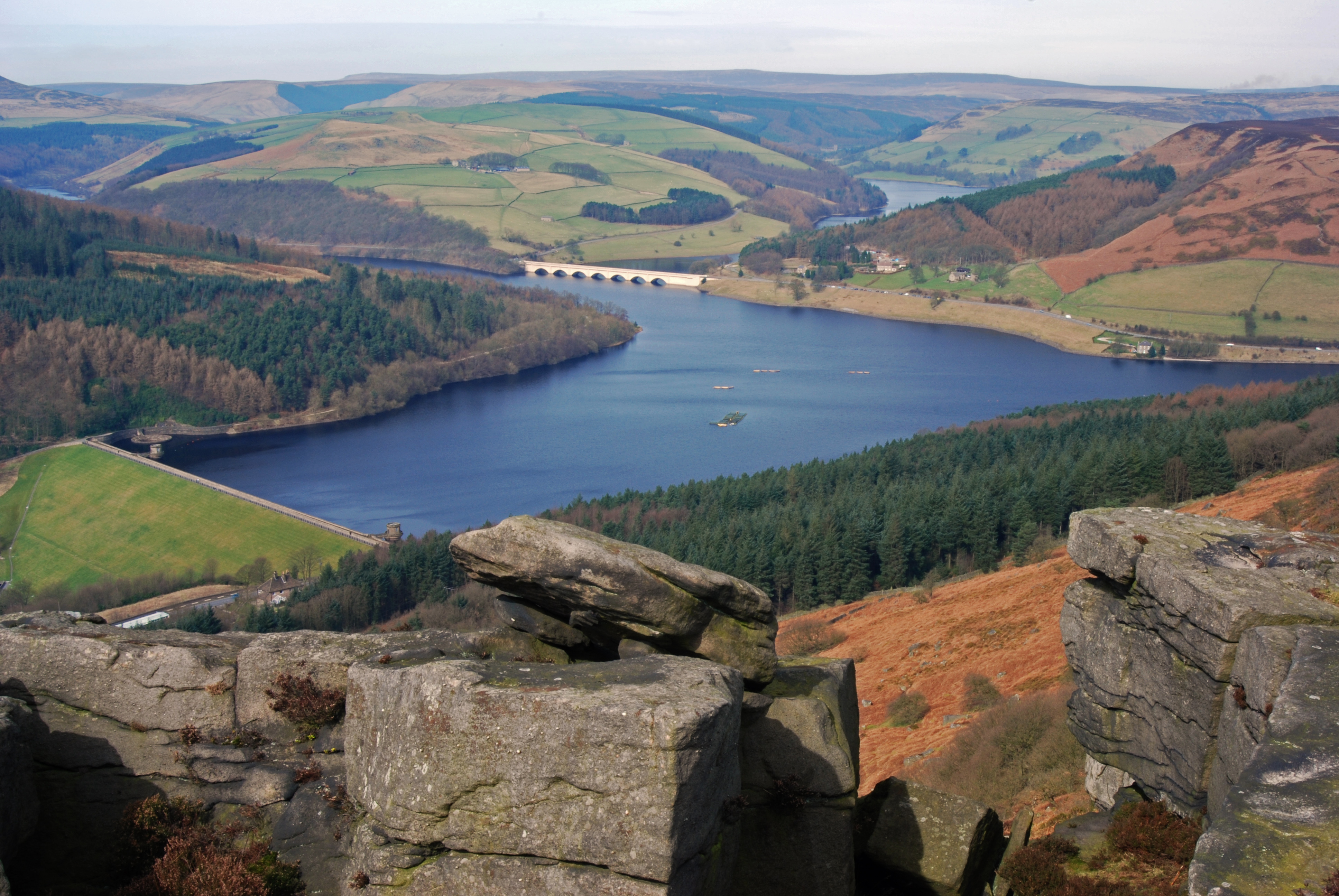
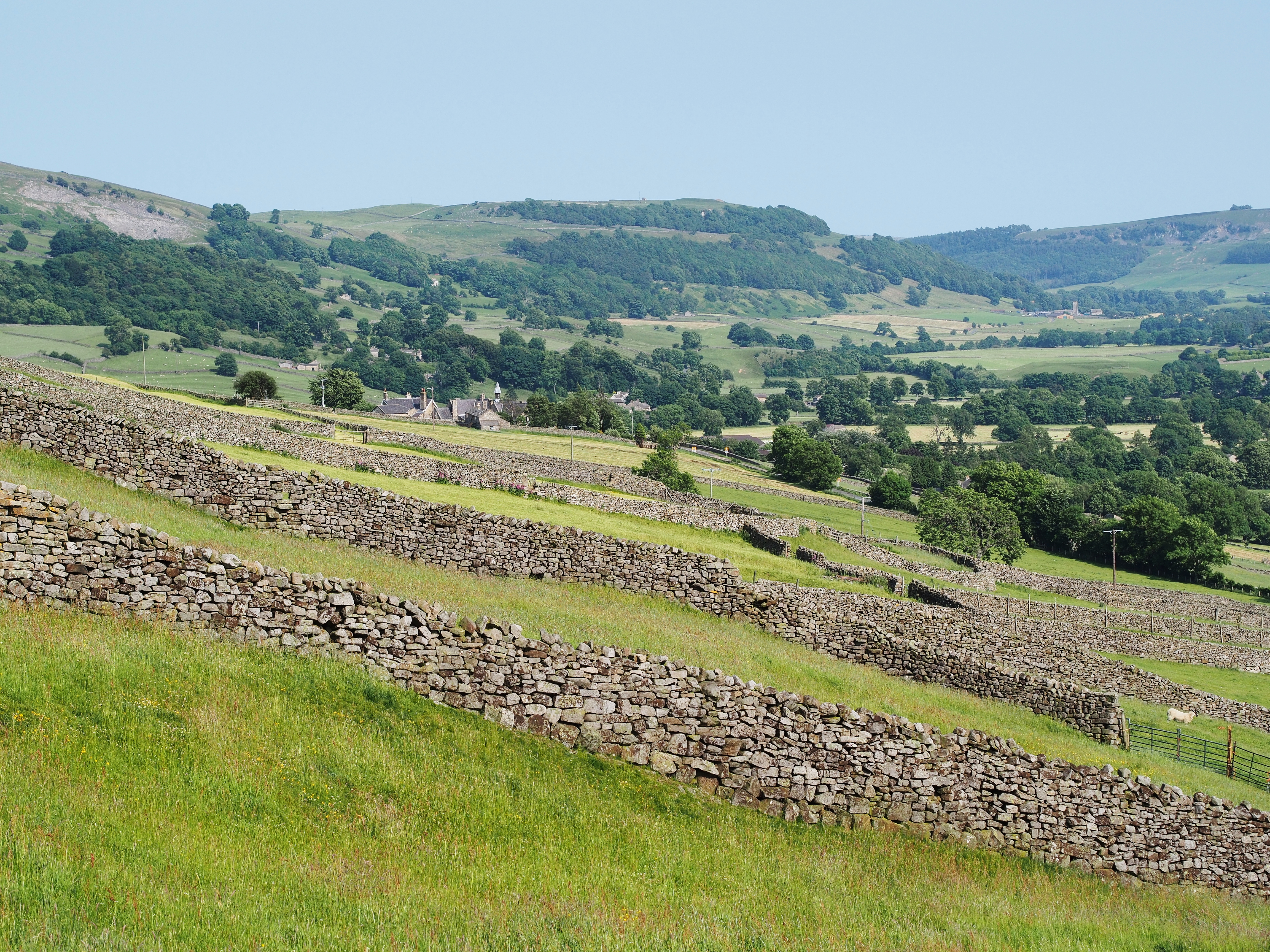
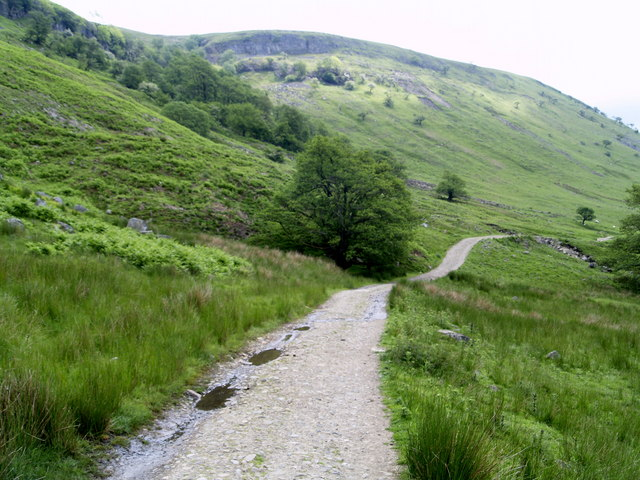